# Sceloporus olloporus
Sceloporus olloporus (південна рожевочерева ігуана) — вид ігуаноподібних ящірок родини фриносомових (Phrynosomatidae). Мешкає в Центральній Америці.

## Поширення і екологія
Південні рожевочереві ігуани мешкають в центральній Гватемалі, Гондурасі, Нікарагуа і Коста-Риці. Вони живуть в сухих тропічних лісах, рідколіссях і чагарникових заростях, на сухих луках та в саванах. Живляться дпібними безхребетними, відкладають яйця.